# Bathysauroides gigas
Bathysauroides gigas (Kamohara, 1952) è un pesce osseo marino unico appartenente alla famiglia Bathysauroididae e al genere Bathysauroides.

## Distribuzione e habitat
Questa specie vive nell'oceano Pacifico occidentale. È noto solo per due stazioni: Tosa (Giappone) e una località in Australia.
Bentonico. Vive sulla piattaforma continentale.

## Descrizione
Misura fino a 29 cm.

## Biologia
Ignota.